# 京都府警察
京都府警察（きょうとふけいさつ）は、警察法第36条により京都府に置かれた警察組織であり、京都府内を管轄区域とし、京都府警と略称する。
管轄内の京都市内には、京都御所・大宮仙洞御所・桂離宮・修学院離宮が存在するため、皇室警衛を主任務として皇宮警察本部直轄の京都護衛署も配置されている。
警察庁近畿管区警察局の監督と、京都府公安委員会の管理を受ける。給与支払者は京都府知事。
25の警察署と、交番194箇所・駐在所98箇所・6541人の警察官からなる。ファイル共有ソフトWinnyの作者逮捕など、生活安全部サイバー犯罪対策課による知的財産関連の検挙が多いことで知られる。
大規模警察本部であり、本部長は警視監。
警察本部庁舎は旧中立売庁舎の跡地に所在する。2020年（令和2年）6月より総務部・警務部の一部部署が業務を開始し、10月には全面開庁した。旧庁舎は現在の文化庁庁舎で、京都で行った昭和天皇の即位の礼に合わせて建設された近代化遺産だった。

## 沿革
- 1954年（昭和29年）7月1日 - 新警察法施行に伴い、国家地方警察京都府本部と、京都市警察を除く自治体警察が廃止され京都府警察発足。
- 1955年（昭和30年）7月1日 - 京都市警察が廃止され、京都府警察に吸収される。
- 2020年（令和2年）6月 - 本部を現在地に移転。

## 組織
組織は警察本部組織条例（昭和35年京都府条例第14号）、京都府警察本部等組織規則（昭和42年京都府公安委員会規則第3号）、京都府警察の組織の細目等に関する訓令などにより定められている。本部長の下に、警察本部の7部、サイバー対策本部、京都市警察部、警察学校および警察署25署で構成される。各部には部長が置かれ、部長の命を受ける職として次長、参事官、理事官、首席監察官などの職が設けられている。
警察本部
- 総務部
  - 公安委員会補佐室
  - 総務課
    - 情報公開室
    - 本部長秘書室
    - 取調べ監督室

  - 情報管理課
    - 情報管理技術センター
    - 照会センター

  - 広報応接課
    - 音楽隊

  - 会計課
    - 施設管理室
    - 監査室

  - 装備課
    - 自動車整備工場

  - 留置管理課
    - 伏見留置センター

- 警務部
  - 警務課
    - 企画調整室
    - 治安総合対策室
    - 再編推進室 - 警察署等の再編整備
    - 犯罪被害者支援室

  - 厚生課
    - 健康管理センター

  - 教養課
    - 国際通訳センター
    - 術科指導室 - 救急法や柔術、逮捕術、剣道、拳銃操法などの指導

  - 監察官室

- 生活安全部
  - 生活安全企画課
    - 生活安全指導室
    - 犯罪抑止対策室
    - 許可等事務審査室 - 質屋、警備業、探偵業、風俗営業、鉄砲火薬・危険物の許可

  - 人身安全対策課
  - 少年課
    - 少年サポートセンター
    - 少年事件特別捜査隊

  - 生活保安課

- 地域部
  - 地域課
    - 地域指導室
    - 騎馬隊 - 平安騎馬隊

  - 通信指令課
  - 機動警ら課
    - 自動車警ら隊
    - 沿岸警ら隊

  - 鉄道警察隊 - 本隊、福知山分駐隊

- 刑事部
  - 刑事企画課
    - 刑事指導室

  - 捜査第一課 - 凶悪犯罪などの捜査
    - 検視官室

  - 捜査第二課 - 知能犯罪などの捜査
  - 捜査第三課 - 窃盗犯罪などの捜査
  - 捜査第四課 - 組織犯罪対策
    - 特殊詐欺捜査室

  - 捜査第五課 - 薬物、銃器、国際犯罪の取締
    - 国際捜査室

  - 犯罪情報分析課
  - 鑑識課
    - 機動鑑識隊

  - 科学捜査研究所
  - 機動捜査隊

- 交通部
  - 交通企画課
    - 交通指導室
    - 交通戦略室
    - 交通安全教育センター
    - モビリティ対策室

  - 交通規制課
    - 交通管制センター

  - 交通指導課
    - 京都交通反則通告センター
    - 舞鶴交通反則通告センター
    - 駐車管理センター

  - 交通捜査課
  - 運転免許試験課
    - 運転者教育室
    - 京都駅前運転免許更新センター

  - 交通機動隊
  - 高速道路交通警察隊

- 警備部
  - 警備第一課
    - 航空隊

  - 警備第二課 - 極左的主張に基づく暴力主義的破壊活動に関わる取締
  - 公安課
  - 警衛警護課
  - 外事課
    - 国際テロリズム対策室
    - 経済安全保障対策室

  - 機動隊

サイバー対策本部
- サイバー企画課
- サイバー捜査課
  - サイバーサポートセンター

- サイバー攻撃対策課 - 先端的技術による警備犯罪（公安課、外事課の所掌を除く）の取締

京都市警察部
- 企画課
- 京都市内を管轄する警察署 - 12署

警察学校
警察署
京都市内の12署を含む府内の全25署

## 規模
- 警察署数 - 25
- 交番数 - 194
- 駐在所数 - 98

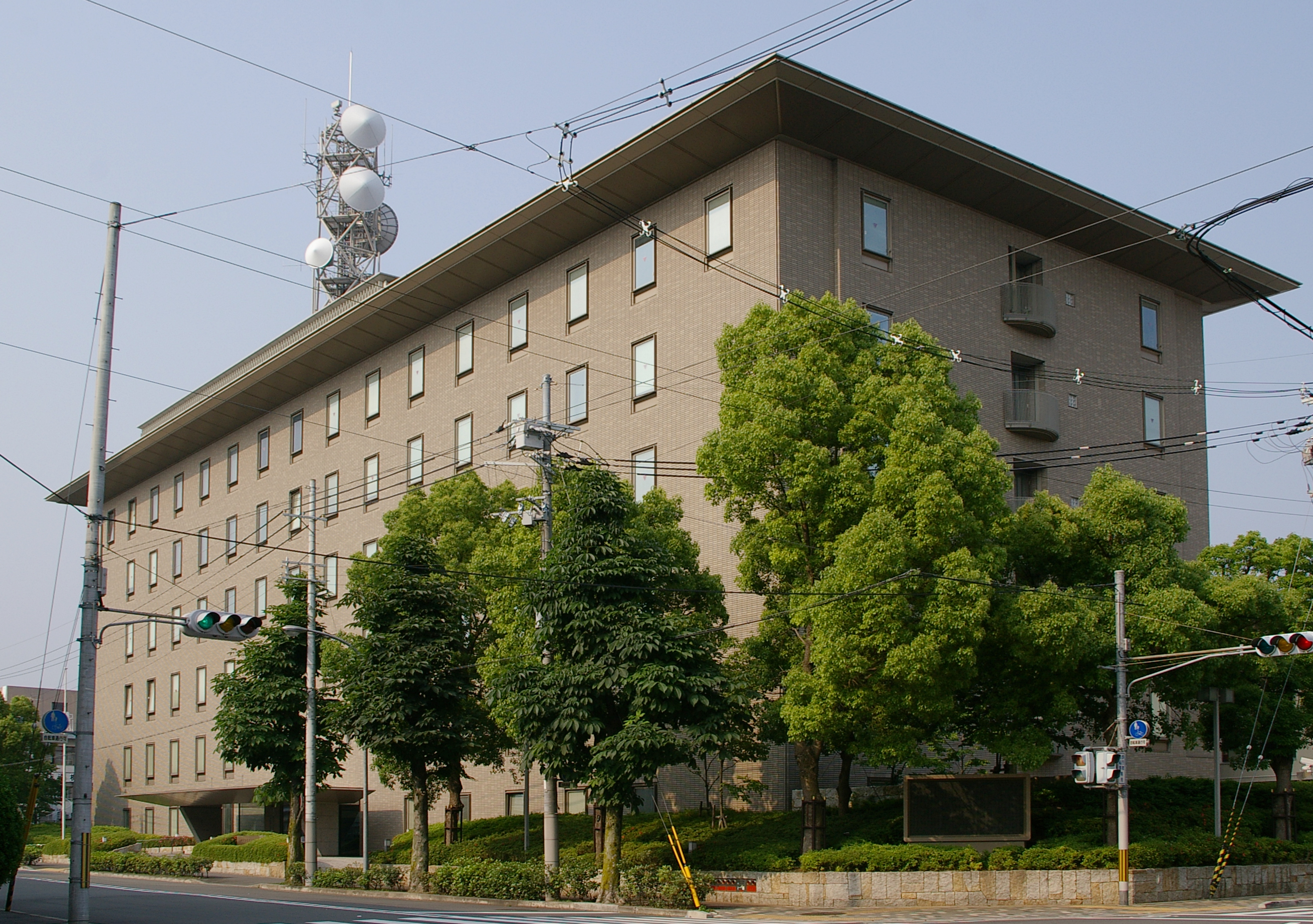
京都府警察本部 110番指令センター（京都市上京区）

- 職員数 - 7198人（うち警察官6541人、地方警務官を除く）
- パトカー - 480台（警察車両合計）
- 白バイ - 106台
- 警備艇 - 2隻
  - 京1 ゆら 舞鶴 17m型 2014/5-
  - 京2 たんご 宮津 17m型
- ヘリコプター - 2機

## 警察署
警察署数は25。警察車両のナンバー地名はすべて「京都」である。

### 京都市内
| ※    | 地域 | 警察署名称 | 所在地 | 所在地                       | 管轄区域 | 管轄区域                           | 前身                    |
| ---- | ---- | ---------- | ------ | ---------------------------- | -------- | ---------------------------------- | ----------------------- |
| 京都 | 京都 | 川端警察署 | 京都市 | 左京区岡崎徳成町             | 京都市   | 左京区の南部                       |                         |
| 京都 | 京都 | 上京警察署 | 京都市 | 上京区御前通今小路下ル馬喰町 | 京都市   | 上京区                             | 西陣警察署 中立売警察署 |
| 京都 | 京都 | 東山警察署 | 京都市 | 東山区清水                   | 京都市   | 東山区                             | 松原警察署              |
| 京都 | 京都 | 中京警察署 | 京都市 | 中京区壬生坊城町             | 京都市   | 中京区                             | 堀川警察署 五条警察署   |
| 京都 | 京都 | 下京警察署 | 京都市 | 下京区烏丸通高辻上る大政所町 | 京都市   | 下京区                             | 五条警察署 七条警察署   |
| 京都 | 京都 | 下鴨警察署 | 京都市 | 左京区田中馬場町             | 京都市   | 左京区の中北部                     |                         |
| 京都 | 京都 | 伏見警察署 | 京都市 | 伏見区下鳥羽浄春ケ前町       | 京都市   | 伏見区（一部を除く）、八幡市の一部 |                         |
| 京都 | 京都 | 山科警察署 | 京都市 | 山科区大宅神納町             | 京都市   | 山科区、伏見区の一部               |                         |
| 京都 | 京都 | 右京警察署 | 京都市 | 右京区太秦蜂岡町             | 京都市   | 右京区                             | 太秦警察署              |
| 京都 | 京都 | 南警察署   | 京都市 | 南区西九条森本町             | 京都市   | 南区                               | 九条警察署              |
| 京都 | 京都 | 北警察署   | 京都市 | 北区紫竹東桃ノ本町           | 京都市   | 北区                               | 上鴨警察署              |
| 京都 | 京都 | 西京警察署 | 京都市 | 西京区山田大吉見町           | 京都市   | 西京区                             | 桂警察署                |

### 乙訓・山城中部・相楽方面
| ※    | 地域     | 警察署名称   | 所在地               | 管轄区域                                             | 前身 |
| ---- | -------- | ------------ | -------------------- | ---------------------------------------------------- | ---- |
| 京都 | 乙訓     | 向日町警察署 | 向日市上植野町上川原 | 向日市、長岡京市、乙訓郡大山崎町、京都市伏見区の一部 |      |
| 京都 | 山城中部 | 宇治警察署   | 宇治市宇治宇文字     | 宇治市、久世郡久御山町                               |      |
| 京都 | 山城中部 | 城陽警察署   | 城陽市富野久保田     | 城陽市                                               |      |
| 京都 | 山城中部 | 八幡警察署   | 八幡市八幡五反田     | 八幡市（一部を除く）                                 |      |
| 京都 | 山城中部 | 田辺警察署   | 京田辺市興戸         | 京田辺市、綴喜郡井手町、宇治田原町、八幡市の一部     |      |
| 京都 | 相楽     | 木津警察署   | 木津川市木津南垣外   | 木津川市、相楽郡精華町、和束町、笠置町、南山城村     |      |

### 中部・中丹・丹後方面
| ※    | 地域 | 警察署名称   | 所在地               | 管轄区域                       | 前身                               |
| ---- | ---- | ------------ | -------------------- | ------------------------------ | ---------------------------------- |
| 京都 | 中部 | 亀岡警察署   | 亀岡市安町           | 亀岡市                         |                                    |
| 京都 | 中部 | 南丹警察署   | 南丹市園部町上本町南 | 南丹市、船井郡京丹波町         | 園部警察署                         |
| 京都 | 中丹 | 綾部警察署   | 綾部市宮代町         | 綾部市                         |                                    |
| 京都 | 中丹 | 福知山警察署 | 福知山市堀           | 福知山市                       |                                    |
| 京都 | 中丹 | 舞鶴警察署   | 舞鶴市南田辺         | 舞鶴市                         | 舞鶴西警察署 舞鶴東警察署          |
| 京都 | 丹後 | 宮津警察署   | 宮津市鶴賀           | 宮津市、与謝郡与謝野町、伊根町 |                                    |
| 京都 | 丹後 | 京丹後警察署 | 京丹後市峰山町長岡   | 京丹後市                       | 峰山警察署 網野警察署 久美浜警察署 |

### 警察署の再編
現在京都府警察は、警察署の機能の強化や空き交番対策などを理由に、平成17年度以降、京都市周辺と北部で再編整備事業（統廃合・管轄見直し・名称変更）が推進されている。最終的に京都市域では1区1署制となる見込み。
- 京都府警察/警察署等の再編整備実施状況

- 2005年（平成17年）4月1日
  - 松原警察署が「東山警察署」に改称。東山警察署が東山区全域を管轄。
  - 太秦警察署が「右京警察署」に改称。
  - 桂警察署が「西京警察署」に改称。西京警察署が西京区全域を管轄。
  - 舞鶴西警察署が舞鶴東警察署と統合して「舞鶴警察署」に改称。
  - 峰山警察署が網野警察署・久美浜警察署と統合して「京丹後警察署」に改称。
- 2006年（平成18年）4月1日
  - 九条警察署が「南警察署」に改称。南警察署が南区全域を管轄。
  - 園部警察署が「南丹警察署」に改称。
  - 京北警察署が南丹警察署と右京警察署に分割統合。
    - 亀岡警察署が管轄していた右京区の一部を右京警察署に移管。右京警察署が右京区全域を管轄。
- 2007年（平成19年）4月1日
  - 西陣警察署が中立売警察署と統合して「上京警察署」に改称。上京警察署が上京区全域を管轄。
  - 上鴨警察署が「北警察署」に改称。北警察署が北区全域を管轄。
- 2012年（平成24年）4月1日
  - 五条警察署が七条警察署と統合して「下京警察署」に改称。
  - 中京警察署新設。
  - 堀川警察署が下京警察署と中京警察署に分割統合。中京警察署が中京区全域を管轄。

#### 新設予定の警察署
- 左京警察署 - 川端警察署と下鴨警察署が統合して新設予定。

## 歴代警察本部長
| 氏名       | 在任期間                                              | 前職                                                                                   | 後職                                                                                |
| ---------- | ----------------------------------------------------- | -------------------------------------------------------------------------------------- | ----------------------------------------------------------------------------------- |
| 井上康夫   |                                                       |                                                                                        |                                                                                     |
| 大野武雄   | - 1965年（昭和40年）3月26日                           |                                                                                        | 近畿管区警察局長                                                                    |
| 守谷英太郎 | 1965年（昭和40年）3月26日 - 1967年（昭和42年）7月21日 | 千葉県警察本部長                                                                       | 関東管区警察局長                                                                    |
| 柏原及也   | - 1970年（昭和45年）7月11日                           |                                                                                        | 近畿管区警察局長                                                                    |
| 國島文彦   | - 1972年（昭和47年）7月17日                           | 警察庁警務局人事課長                                                                   | 警視庁警務部長                                                                      |
| 相川孝     |                                                       |                                                                                        | 中部管区警察局長                                                                    |
| 小林奉文   | -1997年（平成9年）3月28日                             |                                                                                        |                                                                                     |
| 西山正樹   | 1997年（平成9年）3月28日 - 1998年（平成10年）8月31日  | 茨城県警察本部長                                                                       | 中部管区警察局長                                                                    |
| 属憲夫     | 1998年（平成10年）8月31日 - 2000年（平成12年）8月24日 |                                                                                        | 警察庁長官官房審議官（交通局担当）                                                  |
| 芦刈勝治   | 2000年（平成12年）8月24日 - 2002年（平成14年）1月23日 | 警察庁長官官房人事課長                                                                 | 警察庁長官官房審議官（警備局担当）                                                  |
| 片桐裕     | 2002年（平成14年）1月23日 - 2003年（平成15年）8月26日 | 警視庁生活安全部長                                                                     | 警察庁長官官房首席監察官                                                            |
| 米田壯     | 2003年（平成15年）8月26日 - 2005年（平成17年）5月27日 | 警視庁刑事部長                                                                         | 警察庁刑事局組織犯罪対策部長                                                        |
| 中沢見山   | 2005年（平成17年）5月27日 - 2007年（平成19年）5月30日 |                                                                                        | 九州管区警察局長                                                                    |
| 青木五郎   | 2007年（平成19年）5月30日 - 2008年（平成20年）8月25日 | 警察庁警備局警備企画課長                                                               | 警視庁公安部長                                                                      |
| 熊崎義純   | 2008年（平成20年）8月25日 - 2011年（平成23年）5月16日 | 皇宮警察本部警務部長                                                                   | 東北管区警察局長                                                                    |
| 安森智司   | 2011年（平成23年）5月16日 - 2012年（平成24年）7月30日 | 警察大学校警察政策研究センター所長                                                     | 内閣府官房審議官 兼官房死因究明等推進会議設置等準備室長                             |
| 安田貴彦   | 2012年（平成24年）7月30日 - 2014年（平成26年）1月31日 | 警察大学校警察政策研究センター所長                                                     | 内閣府官房審議官（共生社会政策担当）                                                |
| 山下史雄   | 2014年（平成26年）1月31日 - 2015年（平成27年）7月30日 | 警視庁警務部長                                                                         | 警視庁副総監                                                                        |
| 坂井孝行   | 2015年（平成27年）7月30日 - 2017年（平成29年）8月4日  | 宮内庁侍従→警察庁長官官房付                                                            | 警察庁長官官房審議官 （警備局・2020年東京オリンピック・パラリンピック競技大会担当） |
| 緒方禎己   | 2017年（平成29年）8月4日 - 2018年（平成30年）7月31日  | 警視庁警備部長                                                                         | 内閣官房内閣審議官                                                                  |
| 植田秀人   | 2018年（平成30年）7月31日 - 2020年（令和2年）7月21日  | 警察庁長官官房サイバーセキュリティ・情報化審議官                                       | 警察庁長官官房政策立案総括審議官兼公文書監理官                                      |
| 上野正史   | 2020年（令和2年）7月21日 - 2022年（令和4年）4月20日   | 首都高速道路株式会社監査役→警察庁長官官房付                                            | 科学警察研究所副所長                                                                |
| 筒井洋樹   | 2022年（令和4年）4月20日 - 2023年（令和5年）3月24日   | 警察庁長官官房人事課長 → 警察庁長官官房付                                              | 警察庁長官官房付 → 国際警察センター所長兼警察庁長官官房審議官（国際担当）           |
| 白井利明   | 2023年（令和5年）3月24日 - 2024年（令和6年）10月14日  | 警察庁警備局付・内閣官房内閣審議官（内閣官房副長官補付）・拉致問題対策本部事務局審議官 | 警察庁長官官房付→科学警察研究所副所長                                               |
| 吉越清人   | 2024年（令和6年）10月14日 -                           | 警察庁長官官房会計課長                                                                 |                                                                                     |

## 最近の主な事件
- 1999年（平成11年） - 「ポケモン同人誌事件」などにおいて、摘発を行った。[要出典]
- 2001年（平成13年）11月28日 - 著作権法違反容疑でファイル共有ソフト・WinMXのユーザー2名を逮捕[8]。
- 2002年（平成14年） - WinMXで音楽のMP3ファイルを共有していたユーザーを逮捕[要出典]。
- 2003年（平成15年）11月27日 - Winny事件に関連して著作権法違反容疑でファイル共有ソフトWinnyのユーザー2名を逮捕[9]。
- 2004年（平成16年）3月29日 - 捜査関係書類がインターネット上に漏洩していたと発表。Winny経由で流出したものと見られている[10]。
- 2004年（平成16年）5月9日 - Winny事件に関連してWinnyの作者金子勇を著作権侵害行為を幇助した共犯の容疑で逮捕。（最高裁で無罪が確定）
- 2007年（平成19年）5月18日 - 人気漫画を掲載雑誌の発売日前にWinnyでネット上に公開したとして3人を著作権法違反で逮捕。
- 2008年（平成20年）1月24日 - アニメの静止画入りウイルス（いわゆる原田ウイルス）を権利者に無断で作成しWinnyを通じて送信できる状態にしていたとして、著作権法違反（公衆送信権侵害）の疑いで1人を逮捕した。
- 2008年（平成20年）5月9日 - ファイル共有ソフト「Share」を通じて、アニメーションを権利者に無断でアップロードし送信できる状態にしていたとして公衆送信権侵害の疑いで3名を逮捕した。Shareの摘発は初。[11]
- 2010年（平成22年）6月14日 - 「ONE PIECE」などの漫画をデジカメで撮影し雑誌の発売前に「YouTube」にアップロードしたとして、名古屋市の中学3年の男子生徒（14）を著作権法違反の疑いで逮捕した。YouTubeの違法投稿摘発として初の事例。[12]
- 2011年（平成23年）3月3日 - 京都大など4大学の入試問題が試験中にインターネットの掲示板「ヤフー知恵袋」に投稿された大学入試問題ネット投稿事件で、仙台市の学生を偽計業務妨害容疑で逮捕した。[13]
- 2012年（平成24年）6月19日 - 「B-CAS」カードを有料放送見放題の「BLACKCAS」カードに書き換えてネットオークションで販売していたユーザーを不正競争防止法違反の疑いで逮捕した。「BLACKCAS」への書き換えについて初の逮捕者。[14]
- 2012年（平成24年）7月5日 - 「パソコンを強制終了させるウイルス」を自宅のパソコンで作成した13歳の中学生を不正指令電磁的記録作成（ウイルス作成）の非行事実で補導した。[15]
- 2012年（平成24年）12月7日 - 「ペニーオークション」と呼ばれるインターネットオークションで手数料をだまし取ったとして、詐欺容疑でオークションサイトの運営業者の男ら3人を逮捕した（ペニーオークション詐欺事件）。[16]
- 2013年（平成25年）12月19日 - 王将社長射殺事件
- 2016年（平成28年）3月10日 - オンラインカジノの利用客3人を単純賭博容疑で逮捕した[17]。
- 2016年（平成28年）9月28日 - アニメを違法に公開したとして「字幕組」と呼ばれるグループの中国人を著作権法違反の疑いで逮捕した[18]。
- 2018年（平成30年）6月5日 - Torを使ったサイトの開設者を児童ポルノ禁止法違反の疑いで逮捕[19]。
- 2019年（令和元年）7月18日 - 京都アニメーション放火殺人事件

## 京都府警の不祥事

### 2008年以前
- 1973年（昭和48年）9月 - 事件処理を急ぐために少年6人の取調調書の作成を省略、偽の指印を押して書類送検を行っていた事実が発覚。警察官2人が懲戒免職処分[20]。
- 1978年（昭和53年）7月 - 17日に西陣警察署（現：上京警察署）の拳銃保管庫から拳銃1丁が盗まれ、22日、六孫王神社の境内から発見される。犯行は同署の巡査部長・廣田雅晴（当時、十二坊警察官派出所配属）によるもので、7月23日に逮捕された[21]。その後、廣田はこの拳銃を用いた郵便局強盗事件などを起こしていたことも判明し[22]、府警内部で拳銃取り扱い規定が順守されていなかったことも問題化[23]。一連の不祥事を受け、8月18日付で警察本部長の佃泰が引責辞任した[24]。大阪高等裁判所で懲役7年の実刑判決を受けたが[22]、1984年（昭和59年）8月30日に加古川刑務所を仮出所すると、その5日後（9月4日）に十二坊警察官派出所の巡査を殺害して拳銃を奪い、その拳銃を用いて大阪市都島区の消費者金融で強盗殺人事件を起こした[25]。廣田は刑事裁判により、1998年（平成10年）に死刑判決が確定している[26]。

- 1998年（平成10年） - 銃器対策課次席の男性警部が、銃の部品を密輸したとして逮捕、懲戒免職処分となった。その後もこの元警部は、自動式小銃を奈良県内の古美術商から購入したとして、2014年6月に古美術商とともに再逮捕されている[27]。
- 2004年（平成16年）6月 - 一連の裏金事件が京都府警でも発覚した。捜査員名義の銀行口座を悪用した手口であった。
- 2006年（平成18年）3月 - 1997年1月に九条警察署（現在は南警察署）で起きた放置死隠蔽事件で、当時の署長が逆転有罪判決を受けた。
- 2007年（平成19年）2月から2011年5月にかけて、警備部警備第一課の男性警部補が、男性の裸画像などを載せたブログを開設した上、アダルトサイトのバナー広告もこのブログに貼り付け、約750万円にも及ぶ広告収入を得ていたことが、2012年に入って発覚した。府警は2011年7月に、無届での副業を理由として、この警部補を減給処分とした[28]。
- 2007年（平成19年）7月2日 - 警備部外事課の警部が6月30日夜飲酒後車のワイパーを破損させていたことが発覚。この警部は7月3日付でサミット対策課次席就任が決定していたが7月3日に同府警はこの異動内示を取り消した。

### 2009年
- 2009年（平成21年）1月 -  城陽警察署から任意同行を受けた男性が、同署の取調室で取調を受けたが、その際、担当の当時59歳の警部が机を蹴り、その机が男性に当たって怪我をする事件があった。監察官室は、この警部を2010年5月20日に特別公務員暴行陵虐致傷容疑で京都地方検察庁に書類送検し、停職3ヵ月の懲戒処分にするとともに、当時の同署の副署長（定年退職）ら5人についても、警部を庇うために虚偽の書類を作成していたとして、虚偽有印公文書作成・同行使の容疑で同地検に書類送検した[29]。
- 2009年（平成21年） - 5月13日に、覚せい剤取締法違反容疑で逮捕された京都市在住の当時27歳の女性に対して行った強制採尿検査で、男性警察官が採尿に加わっていたことが判明。当該の女性は、違法な情報収集をされたとして、京都地方裁判所での公判で無罪を訴えたが、同地裁は同年12月2日に、「羞恥心を覚えさせたのは事実だが、違法とまでは言えない」として、女性に対し懲役1年6ヵ月の刑を言い渡した[30]。

### 2010年
- 2010年（平成22年）6月 - 城陽警察署で当時警務課長を務めていた男性警部が、窃盗容疑で逮捕した男性被疑者について、勝手に保護観察処分に切り替えて釈放の上、虚偽内容の報告書を作成するよう指示していたことが、翌2011年2月に発覚。府警は、この警部と、報告書作成に関わった署員らを書類送検[31]。
- 2010年（平成22年）8月 - 管内の16の警察署で95事件の証拠品481点、3署で18事件に関する捜査書類を紛失していた事が判明。同府警は65人を口頭での厳重注意に。2009年に伏見警察署で、証拠品の大量紛失があったことを受け、同府警が管内全署を調査していた[32]。
- 2010年（平成22年）9月 - 下鴨警察署の地域課に勤める巡査部長の長期に及ぶ傷害事件・ドメスティック・バイオレンスが発覚。さらに、右京警察署は、妻から同署に出されていた被害届を、当該の巡査部長が勤める下鴨署に即日中に横流しした。このため、妻が、巡査部長とその親族から、被害届を取り下げるよう迫られる二次被害を受けた。妻は両署に対し「危険に曝される」などとして抗議した[33][34][35]。当該の巡査部長は、依願退職後に傷害罪で書類送検された[36]が、被害者である妻が、京都府を相手取り、損害賠償を支払うよう求める訴訟を起こしている[37]。
- 2010年（平成22年）9月24日 - 東山警察署に勤務する50歳代の男性巡査部長が、京都市東山区内の国道1号で速度違反を犯し、取締りに当たっていた同署員らに呼び止められたが、その際、同署員らは、当該の巡査部長の違反を揉み消し、交通反則切符も交付していなかったことが、翌2011年2月に発覚した。府警は、当時取締りに当たっていた同署員らについて、犯人隠避の容疑で捜査対象とした[38][39]。
- 2010年（平成22年）11月 - 京都府警察学校で初任科生などが集まって行われた懇親会で、数人の未成年の初任科生が飲酒し、うち1人が急性アルコール中毒症状を起こし、救急搬送されていたことが、翌2011年1月になって発覚。府警は、飲酒していた未成年の初任科生や、同席していた教官を厳重注意としたものの、正式な懲戒処分は見送っており、身内への甘さが批判を受けている[40][41]。

### 2011年
- 2011年（平成23年）2月 - 業務外で得た自動車のナンバーなどを知人に漏洩させたとして、北警察署の46歳の男性巡査部長が、地方公務員法違反容疑で書類送検された[42]。
- 2011年（平成23年）4月8日 - 五条警察署の19歳の男性巡査が交通事故を起こした際、事故直後に自分の母親に身代わりを依頼していたことが発覚。府警は犯人隠避教唆容疑でこの巡査を書類送検し、母親についても犯人隠避容疑で書類送検。この巡査は同年5月12日付で依願退職した[43]。
- 2011年（平成23年）11月 - 覚せい剤取締法違反容疑で田辺警察署に逮捕された男について、同署の留置管理係の男性巡査部長が、男が差し入れを受けた雑誌を他の留置人らに回し読みさせた。ところが、男の彼女の名刺が雑誌内に入っていたとして、男は当該の巡査部長に対し「精神的苦痛を受けた」などと因縁をつけて現金を要求するようになり、翌2012年1月9日に巡査部長に、留置場内に現金30万円を郵送させた。この男は2012年3月8日に恐喝容疑で逮捕されたが、府警は、便宜供与をしていたとの理由で、当該の巡査部長の懲戒処分を行った（後述）[44]。

### 2012年
- 2012年（平成24年）2月 - 舞鶴警察署地域課の男性巡査部長と男性巡査の計2人が、自転車から傘を盗む現場を現認した上で、被疑者の少年を捕捉したが、被害者を特定できなかったため、被害者をでっち上げた上で、虚偽の捜査書類を作成したことが明らかになった[45]。
- 2012年（平成24年）2月 - 亀岡警察署の49歳の男性警部補が、出会い系サイトで知り合った女子大生から別れ話を切り出されたことに立腹し、「訴訟を起こす。金を払えば取り下げてやる」などと書かれた電子メールを女子大生に対し送付するなどした。被害者の女子大生はこの警部補に対し、計約数十万円を渡していた模様で、警部補は2013年3月1日に恐喝容疑で大阪府警察に逮捕された[46]。
- 2012年（平成24年）3月27日 - 前述の田辺署の署員による便宜供与事件で、府警は、巡査部長と警部補を停職1ヶ月の懲戒処分とし、上司である元署長や元警務課長も訓戒や減給処分とした[47]
- 2012年（平成24年）4月 - 京都市祇園で起きた自動車暴走事故当日の夜に警察本部長や交通部長ら府警幹部が署長会議後に開かれた懇親会で飲酒をしていたことが発覚した[48]。
- 2012年（平成24年）4月 - 亀岡警察署交通課警部補が管内で起きた交通死亡事故の加害者の父親の求めに応じて遺族の住所氏名が記載されたリストを渡していたことが分かった。府警は記者会見を開き、謝罪した[49]。
- 2012年（平成24年）6月1日 - 京都市南区で発生した交通死亡事故について、パトカーで事故現場付近に来ていた南署の署員2人が、事故現場を目撃していたにもかかわらず、「見ていない」と虚偽の証言をしていたことが明らかとなった。当時、若者らがたむろしているとの通報でパトカーが出動し、若者らはバイクで逃走したが、このうちの1台のバイクが、追跡を逃れようとして事故を起こしたものとされる[50]。
- 2012年（平成24年）8月 - 下京警察署交通課の27歳の男性巡査が、知人女性宅に押し掛けたり、交際を求め手紙を送付したりしたなどとして、同府警はストーカー行為等の規制等に関する法律に基づきこの巡査に警告を発し[51]、11月8日に戒告処分とした[52]。
- 2012年（平成24年）8月9日 - 高速道路交通警察隊の40歳の男性巡査部長が、2006年から釣りの専門雑誌に執筆して多額の報酬を得たり、釣り具メーカーから商品のPRを請け負って釣り竿やルアーなどを無償で受け取っていたりしていたことが判明し、府警は、無断副業であるとして、当該の巡査部長を同日付で本部長訓戒の処分とし、巡査部長は依願退職した。当該の巡査部長が、釣り番組に出演していたことで発覚した[53]。
- 2012年（平成24年）10月3日 - 城陽警察署刑事課の25歳の男性巡査が、近鉄京都線大久保駅のエスカレーターで、女子高生の背後からスマートフォンを差し込み盗撮しようとしたとして、宇治署に京都府迷惑防止条例違反の現行犯で逮捕された[54]。
- 2012年（平成24年）10月11日 - 山科警察署の47歳の男性巡査部長が、オートバイを無免許運転していた容疑で男性を逮捕したが、巡査部長が作成した捜査書類について、事実と異なる内容の部分が存在していたことが明らかになり、同署は同月15日付で男性を釈放した[55]。その後府警は同年12月6日に、この巡査部長を虚偽有印公文書作成・同行使容疑で京都地検に書類送検した[56]。
- 2012年（平成24年）10月11日 - 府警の警察官3名がETCを悪用して料金をごまかしていた問題で処分が甘いと府民からの苦情が80件あり、府警は、3名を所属長口頭厳重注意から、1段階厳しい所属長注意にしたと発表。同時に当時の府警本部長が警察庁長官による口頭注意、同警務部長が警察庁交通局長の口頭注意、同府警首席監察官が府警本部長口頭注意とした[57]。
- 2012年（平成24年）10月 - 下京警察署地域課の20歳代の男性巡査が、京都市下京区内で発生した物損事故処理の際、乗車していた姉妹のうち、実際は妹が事故車を運転していたにもかかわらず、姉が運転していたと虚偽内容の捜査書類を作成していたことが、2013年6月になって発覚。当初、この巡査は「姉が保険に入っていたため」と説明していたが、実際は姉妹とも保険には未加入だったことも明らかになっている。府警はこの巡査を虚偽有印公文書作成・同行使の容疑で書類送検したが、内部処分で済ませていた[58]。

### 2013年
- 2013年（平成25年）6月及び9月 - 西京警察署刑事課の30歳代の男性巡査部長と、右京警察署刑事課の30歳代の男性巡査部長が、事件関係者の個人情報を市販のノートに記載していたが、これらのノートが相次いで紛失していたことが明らかになった。府警は、ノートに情報を記載されていた関係者に謝罪する事態となった[59]。
- 2013年（平成25年）8月 - 宇治警察署の複数の署員が、宇治市内で男性を道路交通法違反（酒気帯び運転）で検挙したが、この際、男性が居酒屋から出てきたとの110番通報があったことを隠蔽し、偶然発見したかのように捜査書類を偽造していた疑いがあることが明らかになった。府警は虚偽有印公文書作成などの容疑で署員から事情聴取。当該の男性は、その後2016年2月に京都地方裁判所で「いつ飲んだかが不明で、男性はアルコールが体に残っていると認識していなかった可能性がある」として無罪判決を受けた[60]。

### 2014年
- 2014年（平成26年）1月 - 山科警察署地域課の40歳の男性警部補が、署内で部下の男性警察官に対し、実弾の装填された拳銃を向けていたことが判明。府警は銃砲刀剣類所持等取締法違反での立件も視野に調べている[61]が、さらに、この警部補の上司に当たる50歳の男性警部も、事態を把握していながら報告していなかったことも明らかになっている[62]。府警は当該の警部補を、同年5月1日付で懲戒免職処分とした[63]。
- 2014年（平成26年）5月 - 右京警察署地域課の22歳男性巡査が同僚の小銭入れを盗んだとして、書類送検される。府警監察官室によると、巡査は2千円を抜き取り、小銭入れを更衣室前に置いていた。署員の申告で、同署が調査を始めると、同月20日、巡査は「自分も被害に遭った」と虚偽申告。しかし、説明に不自然な点があり3月に入って「パチンコ代に使った。少しでもお金が欲しかった」と犯行を認めたという。府警は15日付で巡査を減給3カ月の懲戒処分とし、巡査は同日付で依願退職した。
- 2014年（平成26年）6月 - 京都府警察高速道路交通警察隊員が運転するパトカーが兵庫県内の高速道路で緊急走行中、速度違反自動監視装置（オービス）に速度45キロ超過と測定され、兵庫県警察に道路交通法違反（速度超過）容疑で検挙された[64]。
- 2014年（平成26年）9月 - 2012年に府警を早期退職した元警察官が、皇族の警備方法などを記した冊子など府警の内部資料を、知人に譲渡していたことが判明し、地方公務員法における守秘義務違反容疑で書類送検された。譲渡した資料が、インターネットオークションに出品されていたことで発覚した[65]。
- 2014年（平成26年）11月 - 警備部警備第二課に所属する30代の男性巡査部長が京都大学の吉田南キャンパス構内に私服で無断で立ち入り、学生に住居侵入罪の現行犯で身柄を拘束された（学問の自由・大学の自治侵害）。巡査部長は副学長ら大学関係者に事情を聴かれ、約三時間後に府警に引き渡された。巡査部長は当時中核派の学内での広報活動を監視していたとされる。京都府警と京都大学は大学自治の観点から「警察官が学内に立ち入るときは事前に通告する」との取り決めを行っていたが、京都府警はこれを遵守していなかった[66]。
- 2014年（平成26年） - 山科警察署刑事課の40歳代の男性巡査部長が、詐欺事件の被疑者だった元暴力団組員の51歳の男性の取調べに当たった際、男性の妻の連絡先を把握。男性が有罪判決を受け服役した後、妻はこの巡査部長に相談するようになったが、2016年夏以降に立場を悪用してホテルに連れ込むなど不適切な関係を持つようになった。府警はこの巡査部長を本部長訓戒の処分としたが、男性はこの巡査部長について、精神的苦痛を受けたとして、損害賠償を求める訴訟を京都地方裁判所に2017年7月12日付で起こした[67]。

### 2015年
- 2015年（平成27年）3月 - 舞鶴市内の民家に正当な理由なく侵入したとして、舞鶴警察署地域課の男性巡査が住居侵入容疑で逮捕、府警監察官室は12日、巡査を停職6カ月の懲戒処分とした。巡査は同日付けで依願退職した[68]。
- 2015年（平成27年）5月 - 暴力団対策室長を務める警視が、滋賀県内で知り合った女性に対し一方的に好意を持ち、付きまとい行為をしたとして、滋賀県警察からストーカー行為等の規制等に関する法律に基づき警告を受けていたことが判明[69]。その後府警はこの警視を、6月25日付で戒告処分とすると共に[70]、7月1日付で警部補に2段階降格したが、後者の異動については、通常の人事異動であるとして、7月3日に報道されるまで公表していなかった[71]。さらにこの降格された警部補は、処分後にも別の女性に対し、食事に誘うなどの内容のメールを執拗に送信していたことも翌2016年8月に明らかとなり、府警は再処分を検討しており、警部補は退職の意向を示した[72]。
- 2015年（平成27年）6月 - 刑事部捜査第二課内で捜査費十数万円を盗んだとして、窃盗の疑いで同課に所属する30代の巡査部長が逮捕された[73]。さらにこの巡査部長は、インターネットサイトを通じて電子マネーのカードを出品し、商品を送らなかったとして、詐欺容疑で再逮捕された[74]。
- 2015年（平成27年）7月 - 中京警察署地域課に所属する20代の女性巡査がパトロール中にあて逃げしたとして、道路交通法違反容疑で書類送検し6月18日付で本部長訓戒とし、女性は同日付で依願退職した[75]。

### 2016年
- 2016年（平成28年）2月 - 南警察署が1996年から捜査中の殺人事件について、証拠品数点が所在不明となっていることが明らかになった。2015年の同署の庁舎移転時に判明したものだが、2010年の伏見警察署などでの証拠品紛失問題での全署調査の際には、この件は問題とされなかった模様である[76]。
- 2016年（平成28年）5月 - 東山警察署勤務の50歳代の男性警部補が、木津警察署交通課に勤務していた2015年4月から2016年3月にかけて、運転免許更新者のうち発作の症状などを持つ11人から、医師の診断書を受け取っていたにもかかわらず、担当者に渡さず放置していたことが判明し、府警は5月26日付でこの警部補を所属長訓戒処分とした[77]。
- 2016年（平成28年）8月 - 下京警察署刑事課の捜査員が、事件捜査で京都市内の男性宅を訪問した際、別事件の捜査で入手した顔写真などの捜査書類が入った鞄を置き忘れた。その2日後に、置き忘れた鞄の中にあった顔写真がLINEに投稿されていたことが明らかになった。府警は投稿者が訪問先の男性であることを確認。その後顔写真は削除された。府警は、鞄を置き忘れた捜査員を口頭注意処分とした[78]。
- 2016年（平成28年）9月 - 京都府南部の警察署の30歳代の巡査部長が、近畿管区警察学校で8月に実施された卒業試験において、カンニングをしていたことが判明し、府警はこの巡査部長を9月1日付で本部長訓戒の処分とした[79]。

### 2017年
- 2017年（平成29年）9月 - 西京警察署が押収し証拠品として保管していたオートバイのナンバープレートが、17日に盗まれていたことが、同年11月になって判明。署は10月27日に、当該のナンバープレートを隠し持っていた人物を逮捕したが、11月に報道されるまで事実を公表していなかった[80]。
- 2017年4月~6月 - 下鴨警察署刑事課の50歳代の男性巡査部長が、後輩の30歳代の男性巡査部長に対し、他の課員が見ている前で「こういうこともわからないのか」などと大声で罵倒するなどパワーハラスメント行為を繰り返し行い、叱責された後輩の巡査部長が同年10月末で依願退職。府警はパワハラ行為をした巡査部長を所属長訓戒の処分とした[81]。

### 2019年
- 2019年（令和元年）6月 - 山科警察署の38歳の男性巡査長が、伏見警察署勤務時代に特殊詐欺への対策で知り合った70歳代の男性から現金約1,200万円を騙し取ったとして、詐欺容疑で逮捕され[82]、7月に同容疑で起訴され懲戒免職処分となった[83]。11月21日、京都地方裁判所は元男性巡査長に懲役5年（求刑懲役6年）の実刑判決を言い渡した[84]。
- 2019年（令和元年）7月 - 京都府警察学校の初任科生の23歳の男性巡査が、大阪府内の実家に大麻を所持していたとして、大麻取締法違反の疑いで逮捕された。この巡査が警察学校内で腕時計を盗んだ疑いがあるとして、別件で府警が実家を家宅捜索したところ発覚した[85]。
- 2019年（令和元年）7月 - 18日に発生した京都アニメーション放火殺人事件で、府警が事件の犠牲者の遺族に遺体を引き渡す前に所持品を点検した際、犠牲者の遺品の腕時計を紛失していたことが明らかになった[86]。
- 2019年（令和元年）7月 - 男性警部補（55歳）が和歌山市内のコンビニ2店舗で、ダイエットサプリ2袋（計2,900円）とカミソリの替え刃2個（計5,140円）をそれぞれ盗んだ疑いで和歌山県警察に窃盗の疑いで逮捕された[87]。
- 2019年（令和元年）9月 - 東山警察署の40歳の男性巡査長が、強盗や逮捕・監禁容疑で逮捕予定の被疑者に対し、捜査情報に当たる逮捕予定日を漏らしたとして、地方公務員法（守秘義務）違反容疑で逮捕された[88]。この巡査長は、当該の被疑者から現金200万円を受け取っていたことも判明し[89]、10月5日に収賄容疑で再逮捕された[90][91]。
- 2019年（令和元年）10月 - 南・向日町の両警察署長が、部下に対し、怒鳴り付けたり人格否定の発言をするなどのパワーハラスメント行為をしたとして、それぞれ本部長訓戒・本部長注意の処分となった[92]。
- 2019年（令和元年）10月29日 - 亀岡署の26歳の男性巡査部長が、SNSで知り合った女子高校生（15歳）に裸の画像を自身のスマートフォンに送信させたとして、広島県警察に児童買春、児童ポルノに係る行為等の規制及び処罰並びに児童の保護等に関する法律違反容疑で逮捕された[93][91]。
- 2019年（令和元年）12月5日 - 刑事部捜査第二課の3男性巡査部長（30代）が、山科警察署に勤務していた2017年3月に、自らが受理した特殊詐欺事件の被害届と供述調書を約1年間放置した後、書類をシュレッダーで破棄したとして、公文書毀棄の容疑で書類送検された。府警監察官室によると、男性巡査部長は「事件を放置していたので、書類に細かい厳しい上司が異動してくると聞いて、なかったことにしようと思った」と容疑を認めているという。[94][95]。
- 2019年（令和元年）12月12日 - 宮津警察署の男性巡査（20代）が4月下旬と8月上旬の夜、京都市内の路上で女性２人に別々に「SNSのアカウントを教えてほしい」などと話しかけてつきまとったとして男性巡査を所属長注意の懲戒処分にした。男性巡査は当時勤務時間外でナンパ目的であったことを認めている[96]。

### 2020年
- 2020年（令和2年）1月 - 宇治警察署の男性巡査部長（30代）が、深夜に酔った状態で帰宅途中、近所の民家の玄関をノックしたりインターホンを鳴らしたりなどしたとして、1月30日付で本部長注意の懲戒処分を受ける[97]。
- 2020年（令和2年）4月 - 交通部交通機動隊の男性巡査（20代）が完全禁煙である警察本部庁舎内のトイレで喫煙し、吸い殻を雑巾に包んでロッカーに隠したところ、雑巾が燃えて発煙しぼや発生した。府警は男性巡査を6月25日付で所属長注意の懲戒処分とした[98]。
- 2020年（令和2年）4月3日 - サイバー犯罪対策課の男性警部補（40代）が京都市内の居酒屋で上司や同僚ら数人と約5時間半飲酒し、帰宅する際にタクシーに乗った。車内でよろめいて運転席後部の防護板をつかんで破損させ、下車する時に男性運転手（70代）の体に寄りかかって首に軽傷を負わせた。男性運転手は被害届を出さず、男性警部補が治療費や慰謝料を支払って和解した。府警は男性警部補を6月18日付で本部長注意の処分にした。警部補らは人事異動に伴う歓迎会を開いており、府警監察官室は「新型コロナウイルスの感染拡大が懸念される中、平時以上に不適切な行動だった」としている[99]。
- 2020年（令和2年）4月30日 - 東山警察署の男性巡査（20代）が窃盗容疑で捜査対象になっている男性と飲食するなど不適切な交際をしたとして、本部長訓戒の懲戒処分とした。男性巡査は別の警察署に勤務していた2019年9月～2020年3月、業務を通じて知り合った男性と京都市内で3回にわたり、一緒に飲食やゴルフの練習をした。代金はどちらかが負担し、男性から計10万円ほど支払ってもらっていたという。府警は「捜査情報の漏えいなど便宜供与は確認されなかった」としている[100]。
- 2020年（令和2年）6月 - 京丹後警察署の男性巡査部長（30代）が6月上旬の未明、捜査を終え署に戻るため捜査用車両を運転中、京都府宮津市の国道176号のトンネル内（制限速度50キロ）を時速102キロで走行した。巡回中の宮津警察署のパトカーが発見し、道路交通法違反（速度超過）の疑いで男性巡査部長に交通切符（赤切符）を交付した。府警は7月2日、男性巡査部長を所属長訓戒の懲戒処分とした[101]。

### 2021年
- 2021年（令和3年）5月 - 亀岡警察署の50歳代の男性警部補と40歳代の男性巡査部長の2人が、傷害事件発生の通報を受け駆け付けた亀岡市内のコンビニエンスストアで、被疑者とされた80歳代男性の手足を約30分間に亘って押さえ付けたり、承諾なく所持品を調べたりしたとして、府警は2022年8月に、この2名を特別公務員暴行陵虐罪で書類送検することを決めた[102]。
- 2021年（令和3年）7月 - 下京警察署刑事課の男性警部補（30代）が、2020年10月に下京区内で発生した殺人事件の遺体の写真を不倫相手の女性に送信したなどとして、地方公務員法（守秘義務）違反と有印公文書偽造・同行使の疑いで書類送検され、停職3月の懲戒処分を受けた。同日、男性警部補は依願退職した。遺体の写真を男性警部補に提供した捜査第一課の警部補は所属長注意の処分を受けた[103]。2022年7月19日、京都地裁は、元警部補に懲役2年、執行猶予4年を言い渡した[104]。
- 2021年（令和3年）8月 - 京丹後警察署の男性巡査（20代）が、8月上旬に交通違反者に反則告知書を渡す際、預かった免許証を返し忘れた。9月中旬、かばんの中に免許証があることに気付いたが、上司に報告しなかった。2022年1月、京都市内に止めた車の中で仮眠中、別の警察官に職務質問されて所持が発覚した。府警は同年6月2日、巡査を占有離脱物横領の疑いで書類送検し、本部長訓戒とした。巡査は依願退職した[105]。
- 2021年（令和3年）11月 - 府警の50歳代の男性巡査部長が、府北部の警察署に勤務していた2021年4月から6月にかけ、女性警察官を食事に誘うなどした際に複数回に亘り体を触るなどのセクシャルハラスメント行為を繰り返した。この巡査部長は11月11日に停職3ヵ月の処分となった[106]。

### 2022年
- 2022年（令和4年）1月26日 - 府警の男性警部補など6人の警察官が、2015年度から2020年度にかけ、捜査の際に利用した鉄道の乗車区間を実際よりも長く申告するなどの手口で、計数千円の捜査諸雑費を不正受給した疑いがあることが明らかになった。不正受給した金は全額返済されている模様。府警はこれら6人の警察官を詐欺罪で書類送検した上、懲戒処分も課す予定である[107]。

### 2023年
- 2023年（令和5年）6月 - 城陽署の捜査員が窃盗事件で証拠品として押収した容疑者のスマートフォンを調査中に誤操作で、犯行に関連する画像をインスタグラムで投稿した。スマホの返却を受けた容疑者側が気づき、同署は謝罪した[108]。
- 2023年（令和5年）7月 - 交通機動隊所属の男性巡査長（30歳代）が、亀岡市の京都縦貫道で覆面パトカーを運転していた際、法定速度を85kmオーバーする時速約165kmで走り道路交通法違反の疑いで書類送検された。巡査長は、同乗していた男性巡査（30歳代）とともに減給などの処分を受けた[109]。
- 2023年（令和5年）10月5日 - 南署の男性警部補（30歳代）が2023年2～7月、勤務後の飲み会の場で複数の部下の頰を平手打ち、1人の背中を膝蹴りするなどした。また警察業務に関する資格試験を控える部下に対し「どうせ受からへんし」などと能力を否定する発言をしたとして、本部長訓戒の処分とした。[110]
- 2023年（令和5年）11月 - 下鴨署の男性巡査部長（30歳代）が2022年5月から2023年7月にかけ、宿泊施設で複数の女性の性的な姿をスマートフォンや小型カメラで盗撮した疑いで書類送検された[109]。
- 2023年（令和5年）12月 - 京丹後署の男性巡査（20歳代）が商業施設で女性２人の体を触ったとして、府迷惑行為防止条例違反（痴漢）の疑いで書類送検され、減給10分の1（3ヶ月）の懲戒処分とした。巡査は同日付で依願退職した。[111]

### 2024年
- 2024年（令和6年）2月 - 南丹署の男性警部補（30歳代）が、2022年10月に同僚と飲酒し帰宅中、南丹市の路上で知人の男性から中傷されたことを受け、男性の体を押して転倒させ右膝に軽傷を負わせた。そのほか服の一部を破損させたとして、傷害と器物損壊の疑いで書類送検され所属長訓戒の処分とした。[112]
- 2024年 (令和6年) 10月 - 京都府警の白井利明本部長が部下にパワハラ発言したとされる問題で、警察庁は白井を長官訓戒の処分とし、警察庁長官官房付とする人事を発表した[113]。都道府県警のトップがパワハラで処分されるのは異例の事であった。

## ふれあいコンサート
市民に警察活動への理解を深めてもらう目的で、毎年府内各警察署地管内を持ち回りで「ふれあいコンサート」を開催している。
コンサートでは、京都府警察の音楽隊が、行進曲やアニメの主題歌などを生演奏するほか、カラーガード隊の演舞披露などが行われる。
入場は無料だが、各警察署や管轄の交番・駐在所で配布する入場整理券が必要となっている。

## 関連項目

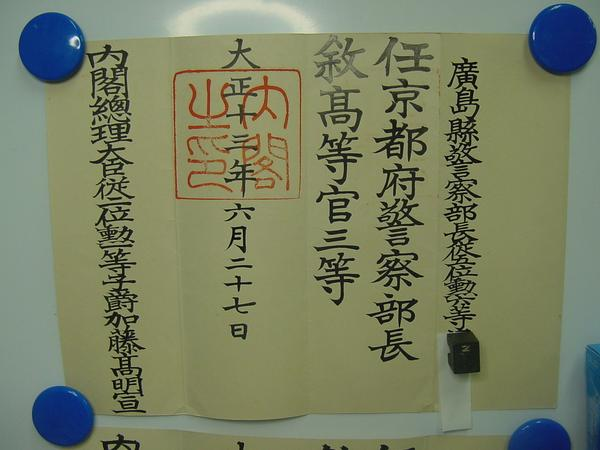
京都府警察部長辞令書（高等官三等）